# Punta del Baiona
La Punta del Baiona és una muntanya de 373 metres que es troba al municipi de la Palma d'Ebre, a la comarca catalana de la Ribera d'Ebre.